# 草地柳
草地柳（学名：Salix praticola）是杨柳科柳属的植物，是中国的特有植物。分布在中国大陆的贵州、四川、湖南、云南、广西、湖北等地，生长于海拔1,000米至1,500米的地区，多生长在草坡以及山坡，目前尚未由人工引种栽培。